# انقلاب تکنولوژی پاک

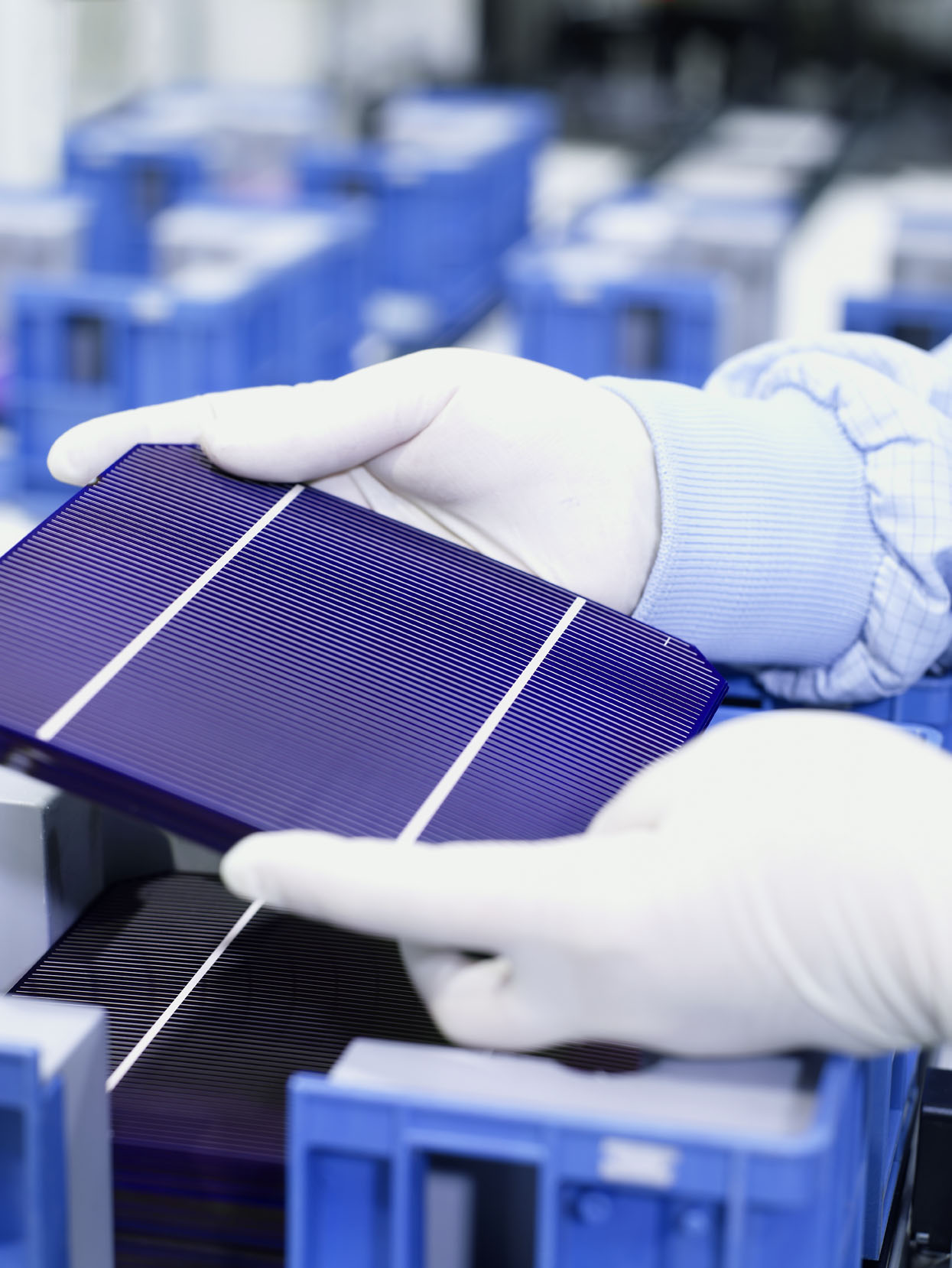
سلول خورشیدی تک قطبی

انقلاب تکنولوژی پاک (به انگلیسی: The Clean Tech Revolution) بزرگترین فرصت بعدی سرمایه‌گذاری، کتابی است که در سال ۲۰۰۷ توسط ران پرنیک و کلینت وایلدر نگاشته و منتشر گردید، موضوع اصلی آن سو آور کردن تجارت فناوری پاک یک شرکت است که به‌طور پیوسته به سمت جریان اصلی تجارت پیش می‌رود. از آنجا که اقتصاد جهانی با افزایش قیمت انرژی، کمبود منابع، گرمایش جهانی و تهدیدهای امنیتی روبرو است، فن آوری‌های پاک به عنوان موتور بعدی رشد اقتصادی شناخته می‌شوند.
پرنیک و وایلدر هشت بخش عمده فناوری پاک را برجسته می‌کنند: انرژی خورشیدی، انرژی بادی، زیست‌سوخت، ساختمان‌های سبز، ترابری پایدار، شبکه هوشمند (انرژی)، برنامه‌های تلفن همراه و فیلتراسیون آب. شش نیروی اصلی، که آنها را شش درجه سانتیگراد می‌نامند، فناوری پاک را به جریان اصلی هدایت می‌کنند: هزینه‌ها، سرمایه، رقابت، چین، مصرف‌کنندگان و آب و هوا. شرکت‌های بسیار بزرگی مانند جنرال الکتریک، تویوتا و شارپ و شرکت‌های سرمایه‌گذاری مانند گلدمن ساکس سرمایه‌گذاری‌های چند میلیارد دلاری در فناوری پاک انجام می‌دهند.
این کتاب در یواس‌ای تودی، بلومبرگ بیزنس‌ویک، اولویت‌های انرژی، اخبار سرمایه‌گذاری پایداری و چندین مجله دیگر تحلیل شده و به هفت زبان ترجمه شده‌است.

## شش C

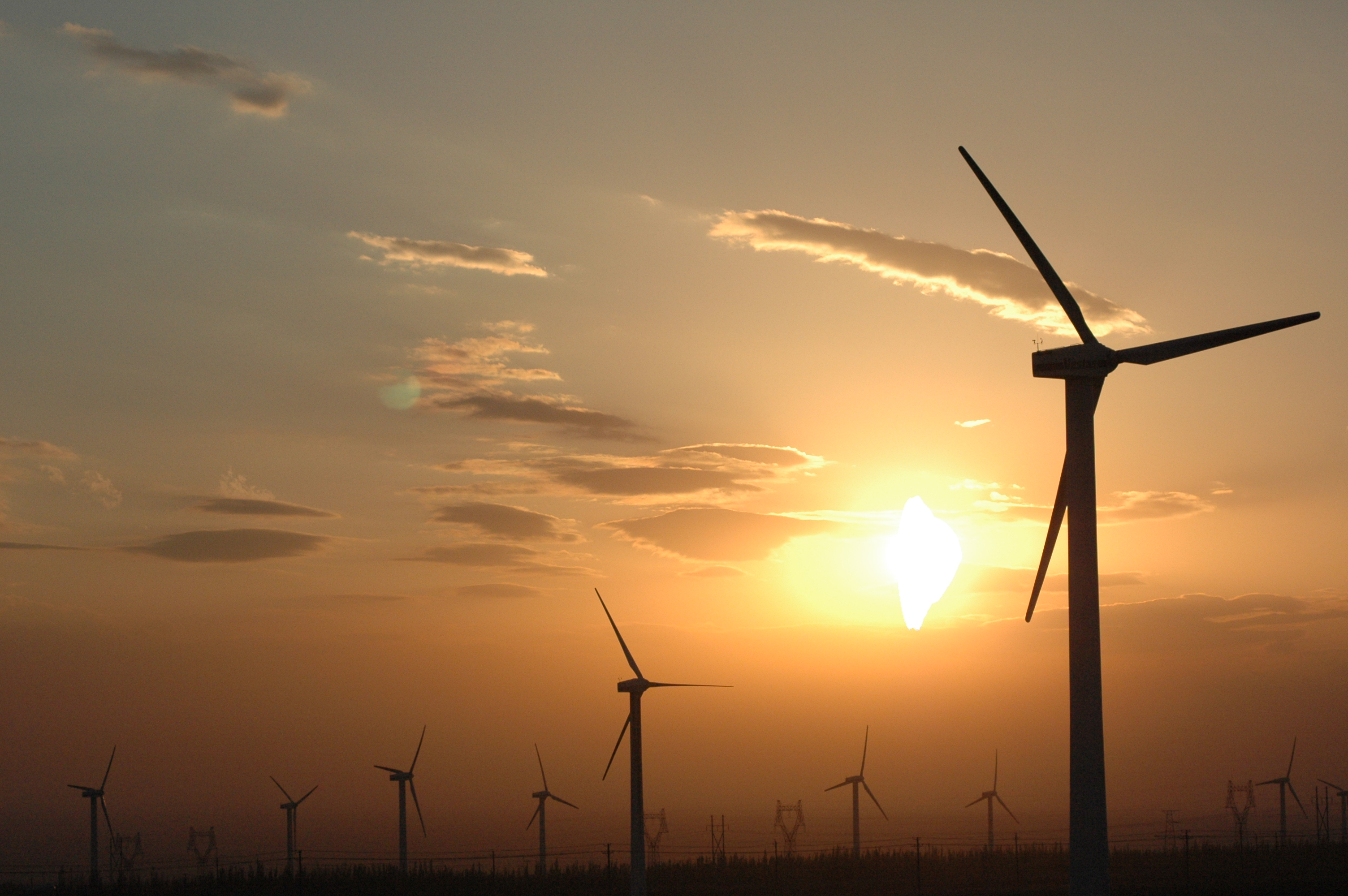
مزرعه بادی در سین کیانگ، چین

پرنیک و وایلدر شش نیرو را شناسایی می‌کنند، که آنها را شش C می‌نامند، که فن آوری پاک را به جریان اصلی هدایت می‌کنند و باعث رشد و گسترش سریع می‌شوند: هزینه‌ها، سرمایه، رقابت، چین، مصرف‌کنندگان و آب و هوا.
- هزینه‌ها "شاید قدرتمندترین نیرویی که باعث رشد فناوری پاک امروز می‌شود، اقتصاد ساده باشد. به عنوان یک روند کلی، با افزایش هزینه‌های انرژی سوخت‌های فسیلی، هزینه‌های انرژی پاک در حال کاهش است. آینده فناوری پاک، از بسیاری جهات، در افزایش تولید و کاهش هزینه‌ها متمرکز خواهد بود. "
- سرمایه، پایتخت. "هجوم بی سابقه سرمایه یعنی میلیاردها دلار، یورو، ین و یوان از طریق منابع بی شماری از بخش دولتی گرفته تا بخش خصوصی باعث تغییر فضای فناوری پاک سرازیر شده‌است."
- رقابت. "دولت‌ها نیز برای عقب نماندن از فضای توسعه فناوری پاک که باعث ایجاد مشاغل آینده می‌شود سرگرم رقابت با شرکت‌های بزرگ شده‌اند."
- چین "فن آوری پاک نه تنها توسط اقتصادهای بزرگ بلکه به دلیل تقاضای بسیار زیاد منابع در چین، هند و سایر کشورهای در حال توسعه، خارج از تحمل زمین است. نیازهای انرژی آنها در حال گسترش است که باعث رشد عمده ای در انرژی‌های پاک، حمل و نقل، ساختمان و فن آوری‌های انتقال آب ایجاد می‌کند. "
- مصرف‌کنندگان "مصرف کنندگان باهوش خواستار محصولات و خدمات تمیزتر هستند که از منابع تجدید پذیر استفاده می‌کند، هزینه‌ها را کاهش می‌دهد و کیفیت را بیش از کمیت پذیرفته‌است."
- اقلیم. "بحث پیرامون گرمایش جهانی باعث اندیشیدن به مشاغل هوشمند و توجیه اقتصادی آنها شده‌است."[۳]

## انتشار
انقلاب پاک فناوری توسط کالینز به شکل یک کتاب با جلد سخت با ۳۲۰ صفحه در ۱۲ ژوئن ۲۰۰۷ منتشر شد. نسخه کتاب الکترونیکی توسط انتشارات هارپرکالینز در ۷ ژوئن ۲۰۰۷ منتشر شد. در سال ۲۰۰۸، نسخه شومیز اصلاح شده‌ای منتشر شد، با عنوان فرعی جدید: گرایش‌ها، فناوری‌ها و شرکت‌های برتر برای تماشا را کشف کنید. این کتاب به هفت زبان ترجمه شده‌است.

## نویسندگان
نویسنده رون پرنیک بنیانگذار و مدیر عامل حاشیه پاک، یک شرکت تحقیقاتی و استراتژیک در ایالات متحده است که تمرکز آن بر تجاری سازی انرژی‌های تجدید پذیر و سایر فناوری‌های پاک است. کلینت وایلدر سردبیر ارشد در حاشیه پاک و روزنامه‌نگار کهنه‌کار تجارت و فناوری است. سالهاست که هر دو نویسنده کار بررسی و تحلیل روند فن آوری پاک و شناسایی فرصتهای تجاری برای سرمایه گذاران احتمالی را انجام می‌دهند.